# Vitéz János studiolója

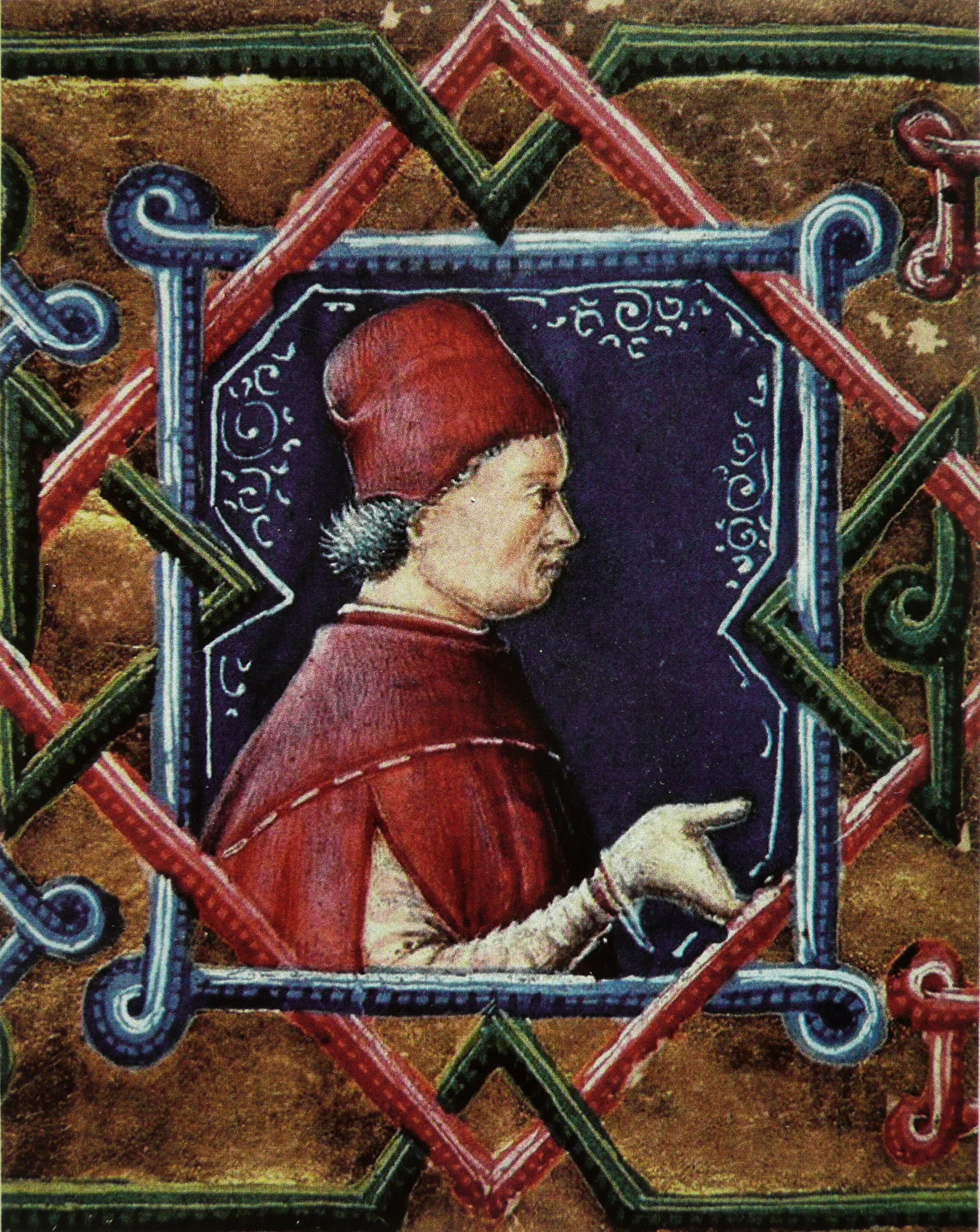
Vitéz János arcképe a Plautus-kódex címlapján, aki Mátyás király nevelője és Janus Pannonius költő nagybátyja volt

Vitéz János studiolója Vitéz János váradi püspök, esztergomi érsek, reneszánsz tudós, mecénás és Mátyás király nevelőjének a dolgozószobája volt Esztergomban. Az érseket a Lux Pannoniae (Magyarország Fénye) jelzővel illették Európa szerte, a reneszánsz korban. A studiolo az esztergomi Árpád-kori palota déli végén, egy sziklaoromra épített vaskos, ötszögű alaprajzú lakótorony, a Fehér torony első emeletén található. Ma a Magyar Nemzeti Múzeum Esztergomi Vármúzeuma egyik bemutatóterme.

## A studiolo
A studiolo az itáliai reneszánsz szerint a 15-18. századi palotákbeli, csendes dolgozószoba, egy tudományos – a szolgáktól és látogatóktól távoli – menedékhely, könyvekkel teli, művészeti alkotásokkal gazdagon díszített, a hálószobához közeli helyiség. Amíg a paloták nagyobb termeinek fűtése a téli időszak alatt csak nehezen, a kisebb dolgozószobáké könnyebben megoldható volt. Az érsekek 14-15. századi várkastélya gazdagságban és pompában a királyi udvarral vetekedett, ezek tárgyi emlékeit: a kályhacsempéket, a bronz és kerámia díszedényeket, gyertyatartókat, és fegyvereket a múzeum tárolóiban őrzik.
Vitéz János studiolója az esztergomi Árpád-kori palota déli végén, egy sziklaoromra épített vaskos, ötszögű alaprajzú lakótoronyban, a Fehér toronyban („Weiss thurm”) található. A toronytestben egyetlen válaszfallal megosztottan két helyiség létezett, szintenként. Ehhez a toronytesthez még építése idején, alacsonyabb tömegű, lakás célú toldalékot építettek, egy másik toldalék révén pedig összekötötték a vár kápolnájával.

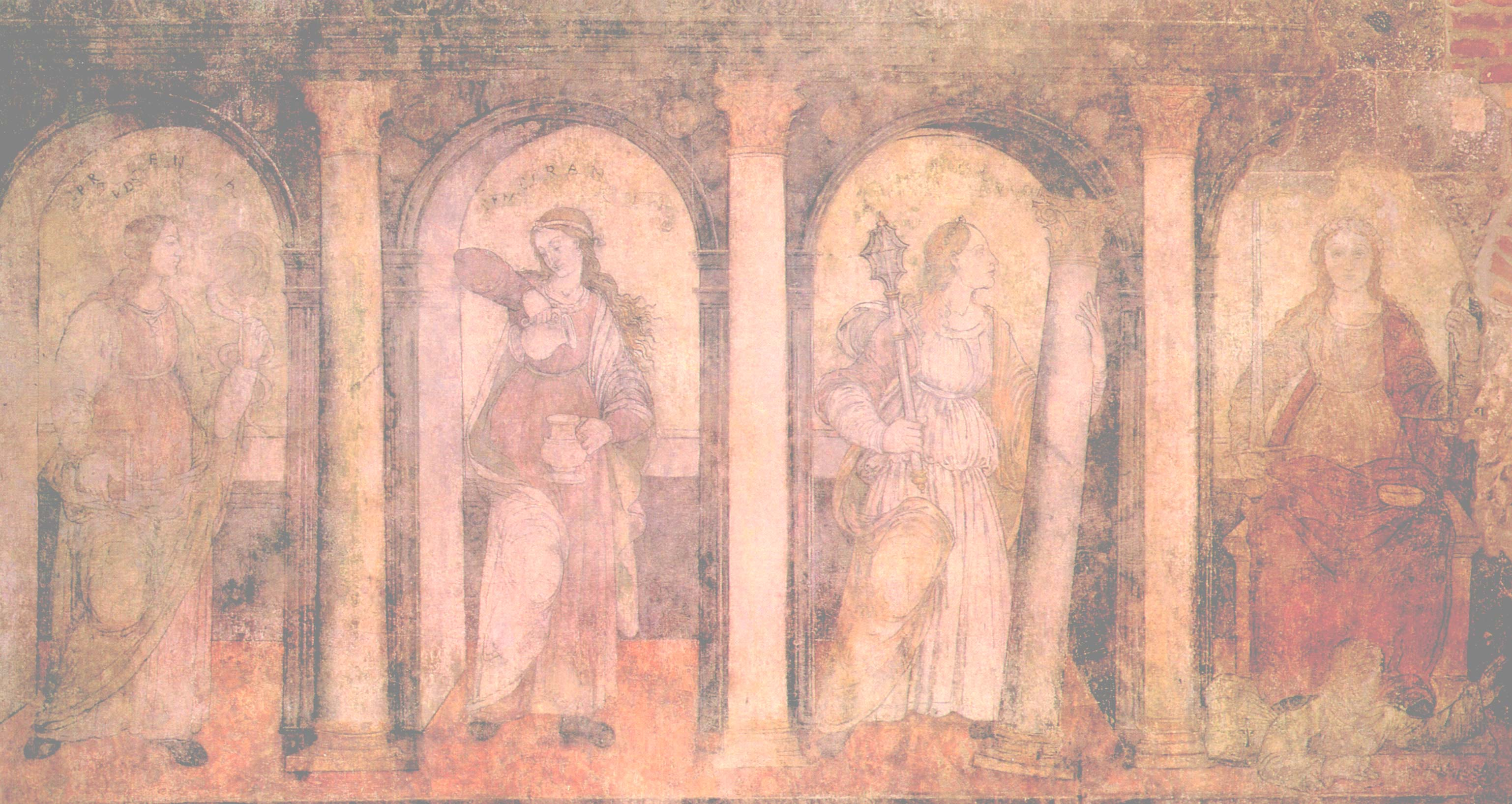
A Botticelli-freskó Prudentia -Temperantia - Fortitudo - Iustitia alakja, az egyetlen fennmaradt reneszánsz korabeli olasz mestertől eredő falfestmény Magyarországon

A studiolo leginkább az erények freskójáról ismert, amely a keresztény teológia négy sarkalatos erényének (Prudentia - Okosság, Fortitudo - Erősség, Temperantia - Mértékletesség és Justitia - Igazságosság) architekturális keretbe foglalt, allegorikus nőalakokként ábrázolt freskója. A helyiség többi faláról - sajnos - nem maradt ép állapotban freskó, de itt is csak kisebb-nagyobb festett vakolatdarabok találhatók. Az 1934-es feltáráskor a beomlott boltozat darabjain is fellelhetők voltak a festészeti program, feltehetőleg lunettához tartozó töredékei. Elemeire széthullva találták meg az egykori boltozat hevederívét, az ún. Zodiákus ívet, amelyen az állatövi jegyek festett jelképei sorakoznak.

## Az építés és az átalakítás története

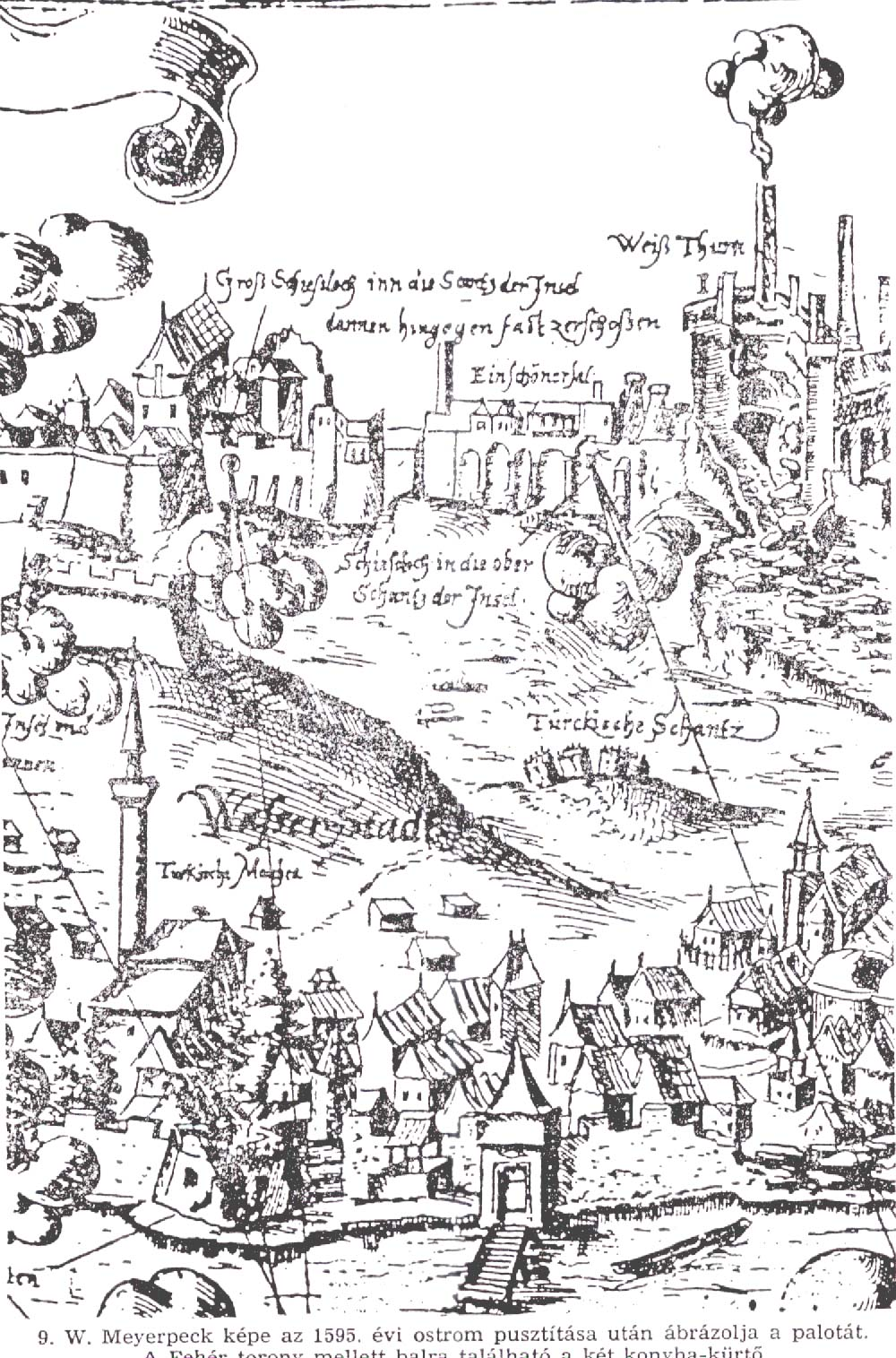
Wolfgang Meyerpeck metszete az 1595-ös keresztény ostromról, a Fehér-torony ötszögalaprajzú és háromszintű hatalmas lakótömb volt. Tetőszerkezetét szétlőtték (fent a metszet jobb sarkában)

III. Béla kezdte el a Várhegy déli részének kiépítését. Egyetlen erődített tömbbe foglaltatta a lakótornyot, a palotát és a palotakápolnát. Az összetett épületegyüttes európai mércével is élvonalbeli uralkodói központ, pezsgő udvari élet színtere volt, hosszú évekig itt élt Peire Vidal turbadúr, Guillaume Honnecourt építész, a Szentföldre vonuló Barbarossa Frigyes német római császár. A Fehér torony 1256-ig az Árpád-házi királyok több generációjának lakótornya volt, a mai Studiolo szintje felett két további szintje volt, ez Meyerpeck 1595-ös metszete alapján ismeretes. IV. Béla 1256-ban királyi székhelyét Budára helyezte át és az esztergomi királyi palotát az érsekségnek adományozta. Az erről szóló adománylevél másolata a király kettős pecséttel a múzeumban megtekinthető.
Ezután Szécsi Dénes elkezdte az érseki palota bővítését.
Vitéz János érsek, Mátyás király korábbi nevelője, majd Magyarország kancellárja hatalmas, késő gótikus, kora reneszánsz palotát, könyvtárat és csillagvizsgálót épített a várban. Az érseket korának itáliai humanistái „Lux Pannoniaenek”, Pannónia fényének nevezték. Mecénása volt a korszak legjelentősebb tudósainak, , itáliai és görög filozófusoknak, költőknek és képzőművészeknek. A studiolót Vitéz János „csak” festészetileg alakíttatta reneszánsz térré, studiolóvá. Mátyás király budai könyvtára mellett a legjelentősebb könyvtárral rendelkezett. Udvarában gyakran megfordultak a kor kiemelkedő természettudósai és humanistái: Janus Pannonius, Regiomontanus, Ilkus Márton, Galeotto Marzio.
1595: a török ostrom során a felső szintek eltűntek, a földszinti terem sarkait kilőtték, a studiolo délnyugati fala kidőlt, helyén ívesen hajló, hevenyészett erődfalat emeltek. A törökök egy ideig a studiolot börtönnek használták, a vallásukkal nem összeegyeztethető humán ábrázolásokat megcsonkították, az Erények freskó a mai napig őrzi egy korabeli török „graffitto” nyomait. A törökök a belső helyiségeket földdel töltötték fel, ez évszázadokra elfedte a Studioló freskóit, a vár déli sarkán lapos ágyúállást alakítottak ki. Esztergom 1683-ban fölszabadult a töröktől, ám ekkorra a lakótorony és kincsei már a feledés homályába vesztek.

## A régészeti feltárás, restaurálás története

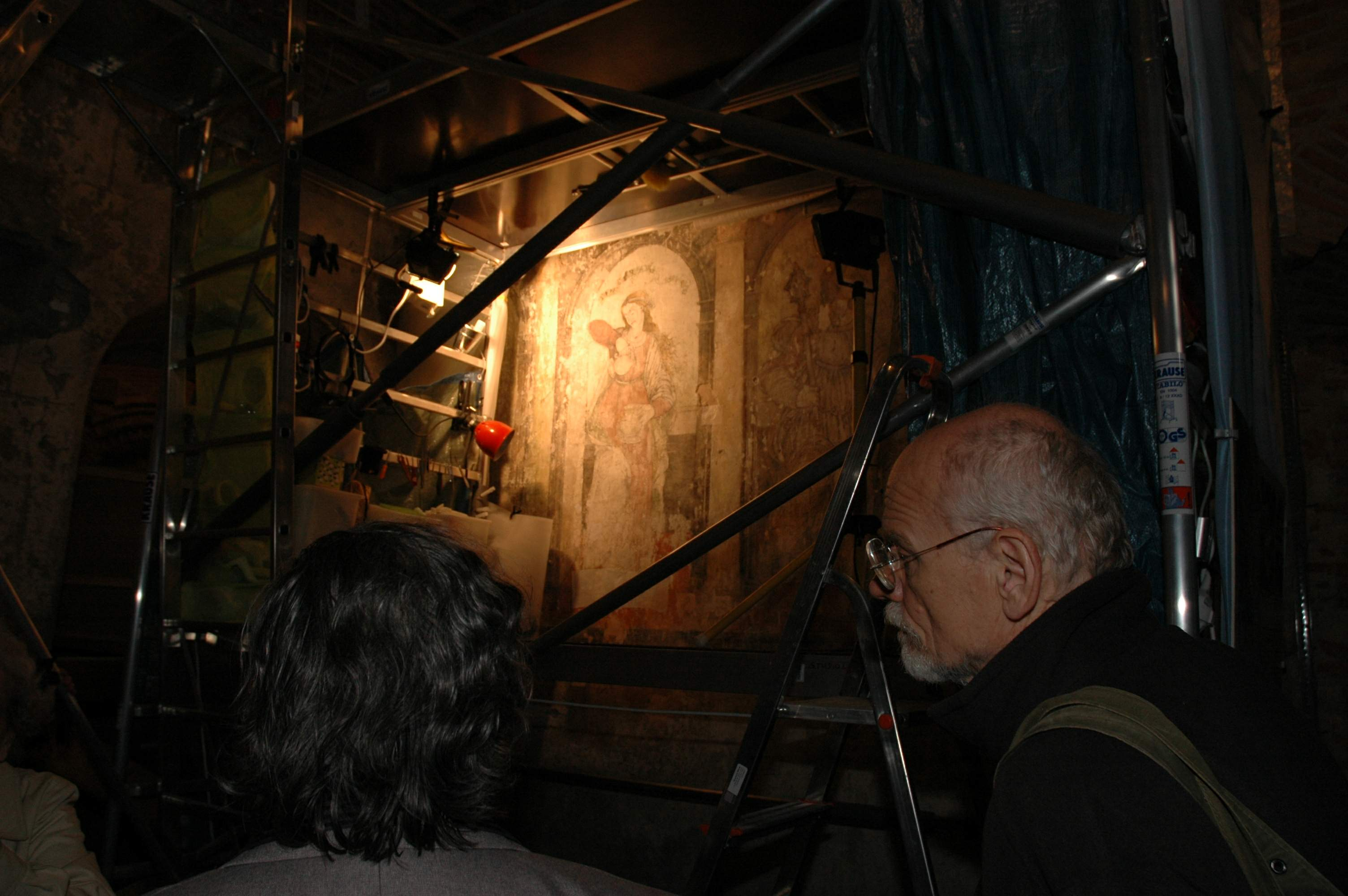
Restaurálás alatt a Mértékletesség freskó. Sandro Botticelli ifjúkori (talán első önálló) művének tekinthetjük az Esztergomban található falfestményt

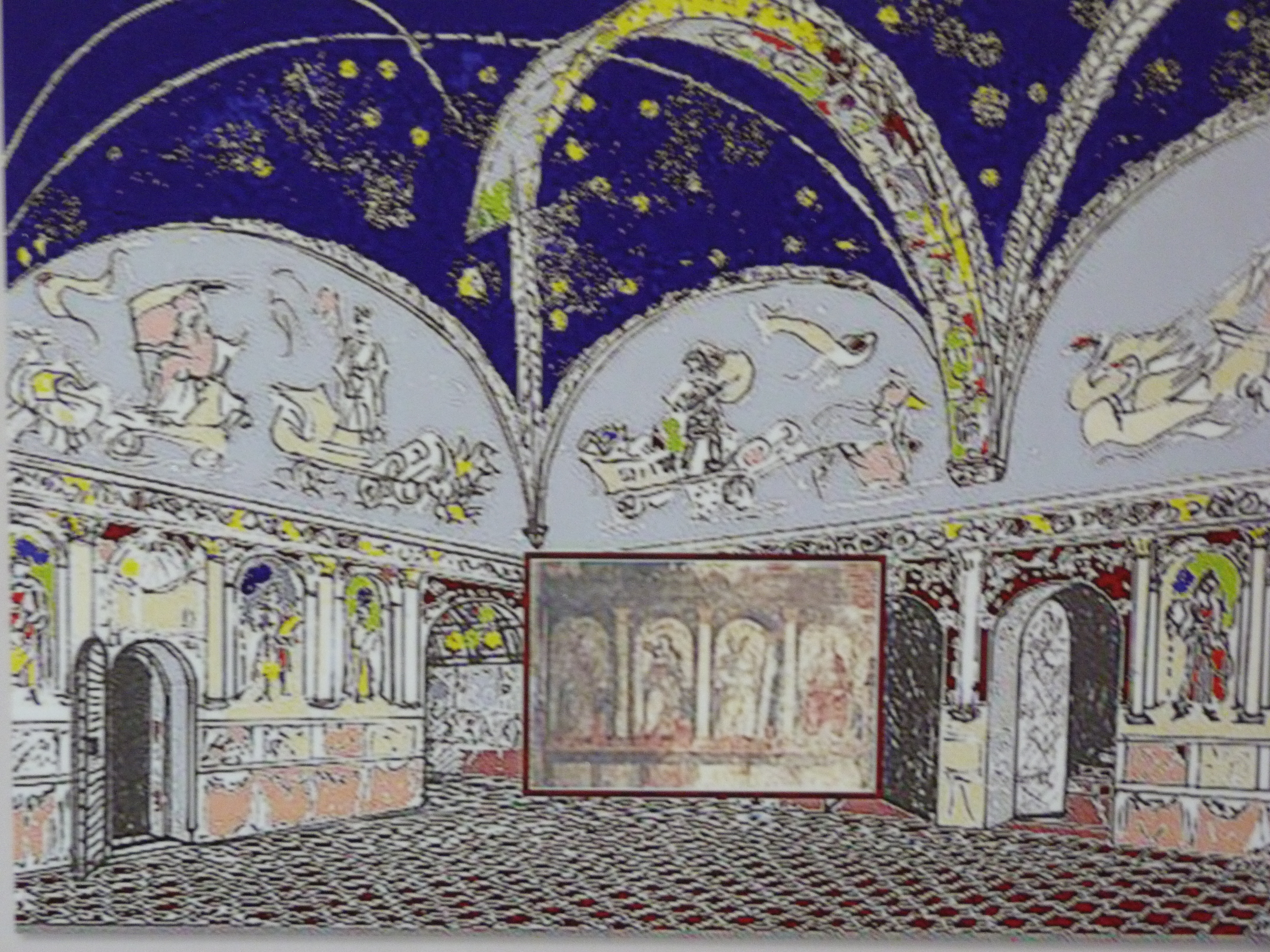
Studiolo restaurálási koncepciója

1934–38: Lux Géza építész irányításával és tervei szerint állították helyre. A studiolót vasbeton mennyezettel fedték be, ennek szintje az egykori ágyúbástya teraszához igazodott. Annak lapos födémje már 1938 óta beázott, számtalanszor kellett szigetelni. A falon lévő freskókat Mauro Pellicioli olasz restaurátor vezetésével restaurálták.

### A Botticelli secco

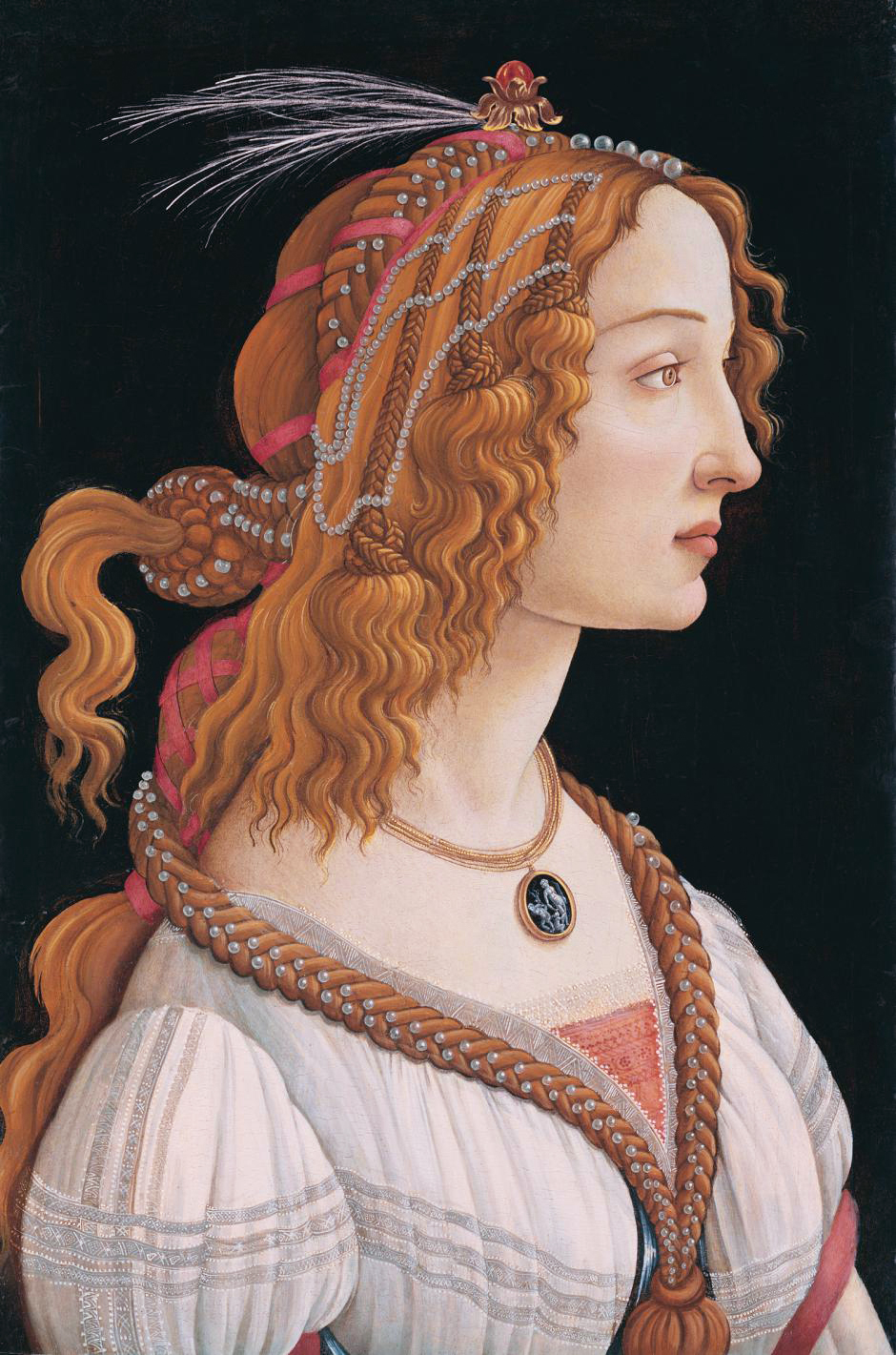
Botticelli: Fiatal nő portréja

Wierdl Zsuzsanna Munkácsy díjas festő-restaurátor művész 2000-ben kapott megbízást az esztergomi Királyi Palota freskóinak újabb kutatására, restaurálására. 2007 júniusában Rómában, a Római Magyar Akadémián Hiller István miniszter társaságában jelentette be, hogy a Vitéz János stúdiumának falát díszítő négy erény közül a Mértékletesség egész alakos freskóját valószínűleg Botticelli készítette. Erről korábban azt hitték, hogy a firenzei Albert mester alkotása. Vitéz annak idején Filippo Lippi festőiskolájától rendelhette meg a festményt, akitől Botticelli is tanult. A Wierdl Zsuzsa által vezetett restaurátor csoport már 2000 óta dolgozik a vármúzeum falképeinek helyreállításán. De csak 2007-ben vált a kutatócsoportnak bizonyossá, hogy a Vitéz János studiolójában lévő freskóegyüttes Botticelli munkája lehet. A freskó datálása ennek ellenére ma is megosztja a művészettörténészeket, és csak kis részük fogadja el Wierdl és Prokopp kutatási eredményeit. A négyrészes falfestmény egyik része a feltárt freskó, amely a négy kardinális erény között, a Mértékletességet ábrázolja. A négy főerényt a keresztény vallás Platóntól vette át. A lélek három fokának megfelelő erények fölé Platón egy negyediket rendelt: az igazságosság (dikaioszüné) erényét. Ez akkor uralkodik, ha mindhárom lélekrész kellő mértékben teljesíti az őt megillető feladatot.
A feltárt négyrészes freskón balról haladva az első erény Prudentia (Bölcsesség) alakja, akinek könyv és kígyó van a kezében. A második Temperantia (Mértékletesség), egy korsóból vizet tölt a másikba. A harmadik erény Fortitudo (Erő), erejét egy óriási márványoszlop szimbolizálja, amit könnyedén megtart finom női kezével. Végül a negyedik erény Iustitia (Igazság) kardot és mérleget tart a két kezében. A freskó mérete 4×5 méter.
A firenzei archívumokban való kutatás kimutatta, hogy Botticelli egy időben Itálián kívül tartózkodott, valószínűleg ekkor készíthette a falfestményt. A dolgozószoba 2009 májusában Európai Örökség címet kapott, ekkor avatták fel a vármúzeum udvarán Vitéz János, a nagy humanista érsek emléktábláját és megtekinthető volt a restaurálás alatt álló studiolóban a már restaurált Mértékletesség alakja is. A studiolo melletti kettős kapu termében a már elkészült falképtöredékes kövekből kiállítás nyílt.
A dolgozószoba a másik három Erény és a Zodiákus ív teljes restaurálása után lesz látogatható.